# Municipio de East Hanover (condado de Lebanon)
El municipio de East Hanover  (en inglés: East Hanover Township) es un municipio ubicado en el condado de Lebanon en el estado estadounidense de Pensilvania. En el año 2000 tenía una población de 2.858 habitantes y una densidad poblacional de 33.8 personas por km².

## Geografía
El municipio de East Hanover se encuentra ubicado en las coordenadas 40°26′00″N 76°37′59″O / 40.43333, -76.63306.

## Demografía
Según la Oficina del Censo en 2000 los ingresos medios por hogar en la localidad eran de $50,579 y los ingresos medios por familia eran $55,091. Los hombres tenían unos ingresos medios de $35,547 frente a los $24,327 para las mujeres. La renta per cápita para la localidad era de $22,108. Alrededor del 5,5% de la población estaban por debajo del umbral de pobreza.